# Mali Mikulići
Mali Mikulići (cyr. Мали Микулићи) – wieś w Czarnogórze, w gminie Bar. W 2003 roku liczyła 2 mieszkańców.